# John Glenn
John Herschel Glenn Jr. (ur. 18 lipca 1921 w Cambridge w stanie Ohio, zm. 8 grudnia 2016 w Columbus) – amerykański lotnik, astronauta i polityk, senator w latach 1974–1999.

## Życiorys
Urodzony 18 lipca 1921 roku w Cambridge w Ohio. Ojciec, John Glenn senior, był konduktorem kolejowym, później porzucił ten zawód i założył warsztat ślusarski. Szkoły podstawową i średnią ukończył w New Concord w Ohio, parutysięcznym mieście położonym kilkanaście kilometrów od rodzinnego Cambridge. Uczył się doskonale i zasłynął jako sportowiec. Grał w futbol amerykański, koszykówkę, pływał, uprawiał łyżwiarstwo i biegi długodystansowe, a także grał na trąbce. Jeszcze przed zdaniem końcowych egzaminów w liceum ukończył kurs pilotażu w New Philadelphia. Następnie studiował inżynierię w college’u Muskingum w tym samym mieście. W 1942 roku rozpoczął szkolenie według programu dla pilotów lotnictwa morskiego w Teksasie, gdzie w 1943 jako podporucznik uzyskał złote skrzydełka pilota. Na rok trafił do Dywizjonu 155 jako pilot myśliwca F-4U Corsair. W tym samym roku ożenił się z koleżanką ze szkoły średniej Annie Castor. Podczas II wojny światowej brał udział w 59 lotach bojowych. Po wojnie kontynuował służbę w lotnictwie jako pilot w Dywizjonie 218, stacjonującym w bazie marynarki na wyspie Guam, a od lipca 1948 roku był instruktorem lotnictwa w Teksasie. W 1953 roku uczestniczył w wojnie koreańskiej, wykonał 90 lotów bojowych i zestrzelił trzy MiGi-15 podczas ostatnich dziewięciu dni walk nad rzeką Jalu. Za bojowe zasługi został czterokrotnie odznaczony Distinguished Flying Cross (Krzyż Lotniczy) oraz dziewięciokrotnie – Air Medal (Medal Lotniczy). Później ukończył szkołę pilotów doświadczalnych marynarki USA w Patuxent River i w tym charakterze służył w latach 1956–1959. Również w tych latach zaangażował się w prace projektowe w Biurze Broni Marynarki Wojennej w Waszyngtonie. Brał czynny udział w doskonaleniu nowych typów samolotów odrzutowych. W tym czasie ukończył studia na University of Maryland.
Podjął się także zorganizowania rekordowego lotu transkontynentalnego od wybrzeży Pacyfiku do wybrzeży Atlantyku. Przeloty te były w Stanach Zjednoczonych bardzo popularne i cieszyły się długoletnią tradycją. 16 lipca 1957 roku major J. Glenn wystartował z Los Angeles, trzykrotnie uzupełniał paliwo w powietrzu i po trzech godzinach 23 minutach wylądował na lotnisku Floyd Bennett Field pod Nowym Jorkiem bijąc poprzedni rekord o 23 minuty, lecąc na myśliwcu F8U.
Gdy w 1959 roku rozpoczęto nabór kandydatów na astronautów Glenn zgłosił swoją kandydaturę. Był już wtedy znanym lotnikiem i doświadczonym oblatywaczem. Mimo swego wieku przeszedł pozytywnie wszelkie próby i badania i 2 kwietnia 1959 został członkiem pierwszej grupy amerykańskich astronautów, którzy rozpoczęli przygotowania do lotów kosmicznych w ramach programu Mercury. Był jedynym lotnikiem spośród amerykańskich astronautów, który brał udział w powietrznych akcjach bojowych drugiej wojny światowej. Była to siódemka lotników nazwanych przez Amerykanów original seven (Siódemka programu Mercury). W siedmioosobowym zespole począł odgrywać przodującą rolę. Jego pomysły dotyczące treningu zostało zaakceptowane przez kierownictwo ośrodka. Astronauci przebyli wyczerpujące tygodniowe ćwiczenia na pustyni Nevady, by zapoznać się z warunkami życia na odludziu, w przypadku przymusowego lądowania w podobnych okolicach. Z własnej inicjatywy sprawdził reakcję swego organizmu na brak wody, nie przyjmując płynów przez 24 godziny. Brał aktywny udział w planowaniu niektórych urządzeń kabiny Mercury. Dbał o utrzymanie kondycji fizycznej. Każdego dnia przed śniadaniem przebiegał po plaży około sześć kilometrów.
John Glenn był dublerem Alana Sheparda, który 5 maja 1961 roku wykonał suborbitalny lot kosmiczny oraz Virgila Grissoma, który 21 lipca 1961 roku uczestniczył w podobnym locie.
20 lutego 1962 roku został pierwszym amerykańskim astronautą, który wykonał lot orbitalny na pokładzie statku kosmicznego Mercury 6. Była to ósma próba startu – wcześniejsze siedem były odwoływane z różnych przyczyn. Kapsuła, w której leciał J. Glenn nosiła nazwę Friendship-7 (Przyjaźń 7). Podczas trwającej 4 godziny, 55 minut i 23 sekundy misji astronauta trzykrotnie okrążył Ziemię. W czasie lotu Glenn miał problemy ze sterowaniem kapsułą. Temperatura w kabinie podniosła się do ponad 40 °C na skutek problemów z klimatyzacją. Po pomyślnym wodowaniu na Oceanie Atlantyckim w odległości około 350 km od wyspy San Juan został bohaterem narodowym Stanów Zjednoczonych.
Lot Glenna był najdonioślejszym osiągnięciem Stanów Zjednoczonych na początku tych lat, gdy prezydent Kennedy zdecydował o wysłaniu ludzi na Księżyc. Społeczeństwo uwielbiało astronautę. Prezydent Kennedy, który w maju witał w Białym Domu Alana Sheparda, poleciał na Przylądek Canaveral, aby powitać Glenna. W Waszyngtonie astronauta wygłosił przemówienie do połączonych izb Kongresu. Zaszczyt ten spotkał dotąd tylko kilka głów państw. Następnie odbyła się wielka defilada na Manhattanie, gdzie zebrały się cztery miliony ludzi. Witano go uroczyście także w gmachu ONZ. Spotkał się między innymi z lordem-burmistrzem australijskiego miasta Perth, w którym na czas lotu pozapalano światła. Wreszcie nastąpiło powitanie w rodzinnym stanie Ohio.
Dwa lata po swoim locie kosmicznym zrezygnował z kariery astronauty i zaangażował się w politykę. W 1974 został wybrany do Senatu Stanów Zjednoczonych (z ramienia demokratów). W Senacie do 1999 roku nieprzerwanie reprezentował stan Ohio. W 1984 roku bezskutecznie ubiegał się o nominację swojej partii w wyborach prezydenckich.

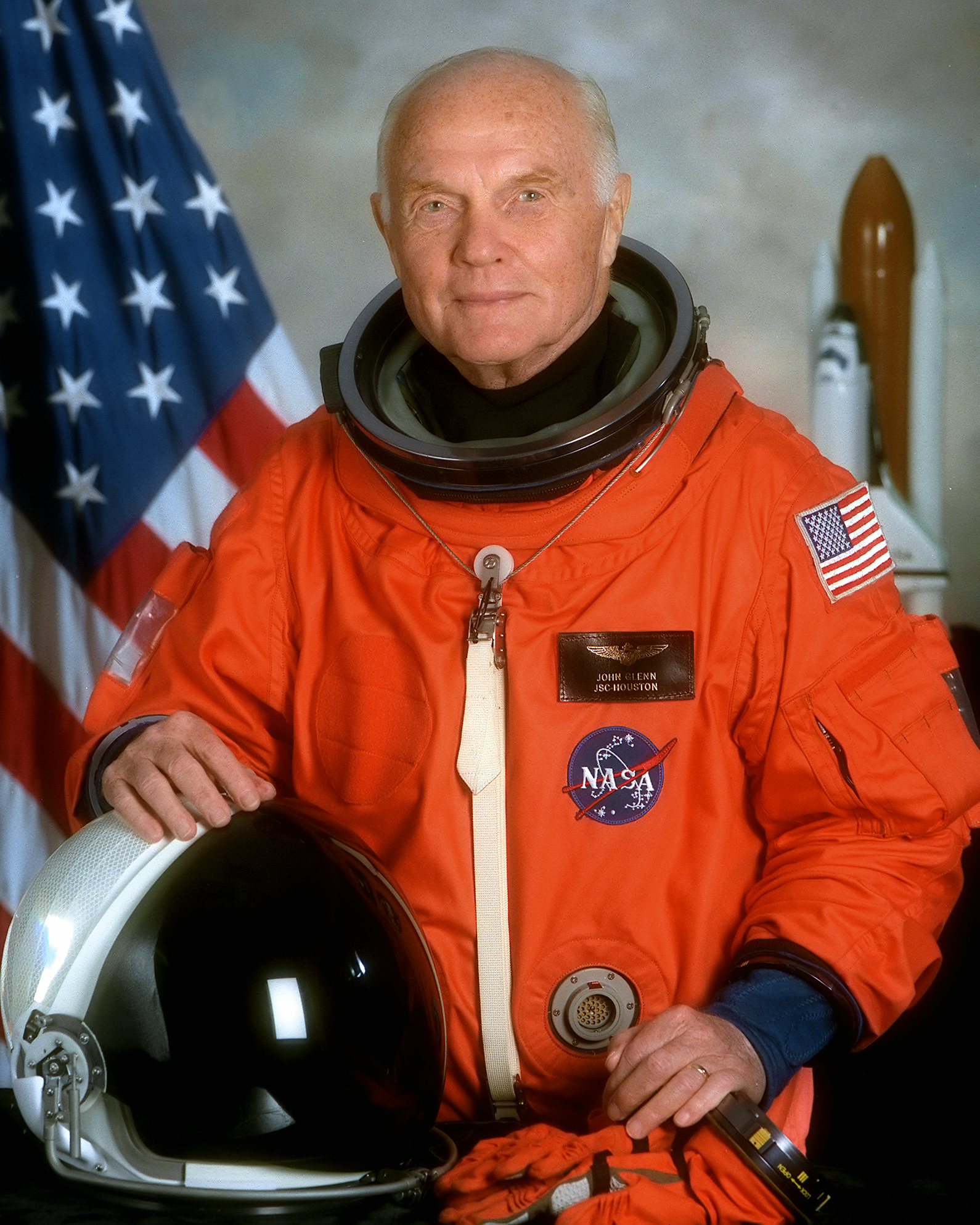
Podczas lotu STS 95 John Glenn był specjalistą ładunku

Drugi lot kosmiczny odbył w roku 1998, po 36 latach, w charakterze specjalisty ładunku użytecznego na pokładzie Discovery. Był to lot STS-95. Prom kosmiczny wystartował 29 października 1998 roku. W momencie startu John Glenn miał ukończone 77 lat. Nikt w jego wieku wcześniej ani później nie poleciał w kosmos. Wywołało to bardzo duże zainteresowanie mediów. W misji uczestniczył również pierwszy hiszpański astronauta Pedro Duque. Podczas lotu STS-95 na orbicie pozostawiono studenckiego satelitę PANSAT oraz satelitę służącego do obserwacji korony słonecznej SPARTAN. J. Glenn był przez cały czas pod obserwacją lekarzy, których interesowało jak człowiek w takim wieku zniesie warunki lotu kosmicznego. Lot zakończył się 7 listopada 1998 roku po 8 dniach, 21 godzinach, 43 minutach i 57 sekundach.
W sumie jako pilot wylatał ponad 9000 godzin, a podczas obu pobytów w przestrzeni kosmicznej spędził w niej 9 dni, 2 godziny, 39 minut i 20 sekund. Zasłużył się nie tylko w astronautyce, ale również w nauce, rozwoju technologii kosmicznej i polityce.
7 sierpnia 2009 w uznaniu znaczącego wkładu dla społeczeństwa, dla pierwszego Amerykanina, który okrążył Ziemię, został uhonorowany Złotym Medalem Kongresu (Congressional Gold Medal) - jednym z najwyższych odznaczeń cywilnych w Stanach Zjednoczonych.
Zmarł 8 grudnia 2016 w Ohio State University Wexner Medical Center (szpitalu klinicznym Uniwersytetu Stanu Ohio) w Columbus, mając 95 lat.
Stowarzyszenie Uczestników Lotów Kosmicznych (Association of Space Explorers) przyznało mu pośmiertnie Universal Astronaut Insignia za lot orbitalny (nr 3).